# 立川譲

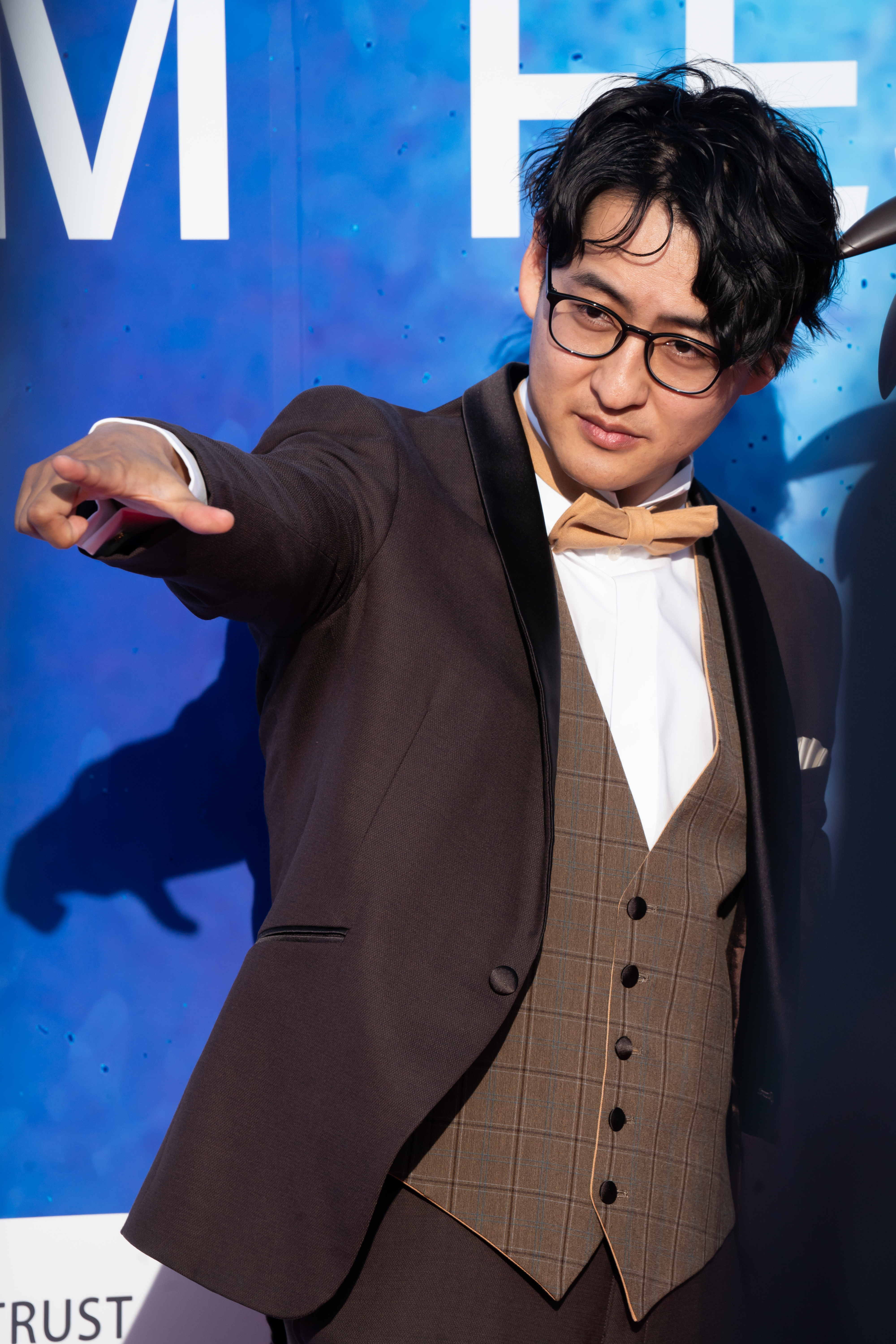
2023年、横浜国際映画祭にて

立川 譲（たちかわ ゆずる、1981年12月2日 - ）は、日本の男性アニメーション演出家、アニメ監督、脚本家。

## 来歴
日本大学芸術学部卒業後、アニメ制作会社マッドハウスに入社。2007年『牙 -KIBA-』の第51話「風吹く場所へ」にて演出家デビュー。その後フリーランスとなる。
アニメミライ2013の一作として公開された『デス・ビリヤード』では監督に加え、原作・脚本も担当。2015年には『デス・パレード』にてテレビシリーズ初監督を務める。2018年には『名探偵コナン ゼロの執行人』の監督を務めた。

## 作品リスト

### テレビアニメ
2006年
- 牙 -KIBA-（-2007年） - 設定制作・演出

2007年
- シグルイ - 演出
- メイプルストーリー - 絵コンテ・演出

2008年
- チーズスイートホーム - 絵コンテ・演出
- 魍魎の匣 - 監督補佐（2話）

2009年
- チーズスイートホーム あたらしいおうち - 助監督・絵コンテ・演出
- こばと。（-2010年） - 絵コンテ・演出

2010年
- BLEACH（-2012年） - 絵コンテ・演出

2011年
- STEINS;GATE - 演出
- ダンタリアンの書架 - 絵コンテ・演出
- ちはやふる（-2012年） - ED演出

2012年
- アクエリオンEVOL - OP1絵コンテ/演出
- LUPIN the Third -峰不二子という女- - 演出
- ソードアート・オンライン - 絵コンテ

2013年
- 進撃の巨人 - 絵コンテ・演出・ED2絵コンテ/演出
- キルラキル - 絵コンテ・演出

2014年
- 残響のテロル - 助監督・絵コンテ・演出

2015年
- デス・パレード - 原作・監督・シリーズ構成・脚本・絵コンテ・OP絵コンテ/演出
- アルスラーン戦記 - OP2絵コンテ/演出

2016年
- キズナイーバー - 絵コンテ
- モブサイコ100 - 監督・絵コンテ・演出・OP絵コンテ/演出
- フリップフラッパーズ - 絵コンテ
- ユーリ!!! on ICE - 絵コンテ

2017年
- 幼女戦記 - 絵コンテ・演出
- いぬやしき - OP絵コンテ/演出

2019年
- モブサイコ100 II - 監督・脚本・絵コンテ・演出・OP絵コンテ/演出

2020年
- デカダンス - 監督・絵コンテ・演出

2022年
- モブサイコ100 III - 総監督・脚本・絵コンテ

### 劇場アニメ
2010年
- 劇場版BLEACH 地獄篇 - 絵コンテ・演出

2013年
- デス・ビリヤード - 原作・監督・脚本・絵コンテ

2018年
- 名探偵コナン ゼロの執行人 - 監督・絵コンテ・演出

2023年
- BLUE GIANT - 監督・音響監督・絵コンテ・ライブパートコンテ・演出
- 名探偵コナン 黒鉄の魚影 - 監督・絵コンテ・演出

### OVA
2012年
- アラタなるセカイ - 監督・絵コンテ・演出

2015年
- ワンパンマン - 絵コンテ ※コミックス第10巻アニメDVD同梱版

2018年
- モブサイコ100 REIGEN 〜知られざる奇跡の霊能力者〜 - 監督

2019年
- モブサイコ100 第一回霊とか相談所慰安旅行〜ココロ満たす癒やしの旅〜 - 監督